# Явор Янакиев
Явор Димитров Янакиев е роден на 3 юни 1985 г. в град Стара Загора. Започва да тренира борба класически стил от 1997 г. при треньора Петър Манев. Многократен републикански шампион за момчета-кадети, юноши и мъже. За неговата спортна кариера ключова роля играе тренъора и все още състезател Димчо Бонев. Завършва средното си образование в СОУ „Тодор Каблешков“, Стара Загора (2004). От 2006 г. се състезава за СК „Славия Литекс“.
Световен шампион по борба класически стил от Световното първенство през 2007 г. в Баку (Азербайджан), и бронзов медалист от летните олимпийски игри в Пекин през 2008 г..
Спортист №3 на България за 2007 г. През септември 2008 г. е обявен за почетен гражданин на Стара Загора.